# Сакарикеди
Сакарикеди (груз. საქარიქედი) — село в Грузии, на территории Харагаульского муниципалитета края (мхаре) Имеретия.

## География
Село находится в западной части Грузии, к западу от реки Чхеримелы, на расстоянии 7 километров к северо-западу от посёлка городского типа Харагаули, административного центра муниципалитета. Абсолютная высота — 502 метра над уровнем моря.

## Население
По результатам официальной переписи населения 2014 года, в Сакарикеди проживало 225 человек (106 мужчин и 119 женщин). В национальной структуре населения грузины составляли 100 %.
| Год  | Население, человек |
| ---- | ------------------ |
| 2002 | 394                |
| 2014 | ↘ 225              |